# Campionato mondiale universitario di football americano 2016
Il campionato mondiale universitario di football americano 2016, seconda edizione di tale competizione (World University Championship), si è tenuto a Monterrey, in Messico, dal 2 all'11 giugno 2016 ed è stato vinto dal Messico.

## Stadi
Distribuzione degli stadi del campionato mondiale universitario di football americano 2016
| Monterrey           | Monterrey Tech (Monterrey) |
| ------------------- | -------------------------- |
| Estadio Tecnológico | Monterrey Tech (Monterrey) |
|                     | Monterrey Tech (Monterrey) |
| Capacità: 32 864    | Monterrey Tech (Monterrey) |
| Altitudine:         | Monterrey Tech (Monterrey) |
|                     | Monterrey Tech (Monterrey) |

## Partecipanti
- Messico
- Giappone
- Stati Uniti
- Cina
- Guatemala

### Squadre che hanno rinunciato alla partecipazione
- Samoa Americane
- Kenya
- Finlandia
- Svezia
- Canada
- India[1]

## Risultati
| Monterrey 2 giugno 2016, ore 14:00 UTC-6 Incontro 1 | Giappone  | 72 – 0 (37-0 14-0 7-0 14-0) referto | Guatemala | Estadio Tecnológico |
| Furukawa Q1 ( TD ) 10yd run ? Q1 ( pat ) Shirane Q1 ( TD ) ? Q1 ( pat ) Kotsusa Q1 ( TD ) ? Q1 ( pat ) Kotsusa Q1 ( TD ) ? Q1 ( pat ) Nishimura Q1 ( TD ) ? Q1 ( pat ) ? Q1 ( saf ) Takaguchi Q2 ( TD ) ? Q2 ( pat ) Urano Q2 ( TD ) interception return ? Q2 ( pat ) Omi Q3 ( TD ) pass ? Q3 ( pat ) Narita Q4 ( TD ) ? Q4 ( pat ) Furukawa Q4 ( TD ) ? Q4 ( pat ) Marcatori |           |                                     |           |                     |
| |           |                                     |           |                     |
| Furukawa Q1 (TD) 10yd run ? Q1 (pat) Shirane Q1 (TD) ? Q1 (pat) Kotsusa Q1 (TD) ? Q1 (pat) Kotsusa Q1 (TD) ? Q1 (pat) Nishimura Q1 (TD) ? Q1 (pat) ? Q1 (saf) Takaguchi Q2 (TD) ? Q2 (pat) Urano Q2 (TD) interception return ? Q2 (pat) Omi Q3 (TD) pass ? Q3 (pat) Narita Q4 (TD) ? Q4 (pat) Furukawa Q4 (TD) ? Q4 (pat)                                                     | Marcatori |                                     |           |                     |

| Arbitro: | William Lemonnier |

|           |            | |
|           | Marcatori  | Mata Q1 (TD) 6yd run ? Q1 (pat) Mejía Chavez Q1 (TD) 5yd run ? Q1 (pat) Noriega Q1 (TD) 42yd pass from J. Mata Arias Q1 (pat) Serna Q1 (TD) 16yd interception return Fernandez Q1 (TD) 23yd fumble return Cervantes Q1 (TD) 9yd pass ? Q1 (pat) Ruiz Q2 (TD) interception return Retana Q2 (pat) Ruiz Q2 (TD) 35yd interception return ? Q2 (pat) Marcos Q3 (TD) 45yd pass from Villarreal ? Q3 (pat) Cervantes Q3 (TD) 13yd pass from Villarreal ? Q3 (pat) Razo Q4 (TD) interception return |
| Chen Siyu | Allenatori | |

| Monterrey 4 giugno 2016, ore 18:00 UTC-6 Incontro 3 | Stati Uniti | 55 – 0 (21-0 13-0 14-0 7-0) referto | Cina | Aguilas Stadium |
| Neboh Q1 ( TD ) 75yd kickoff return Davis Q1 ( pat ) Elliott Q1 ( TD ) 10yd run Davis Q1 ( pat ) Fitzhugh Q1 ( TD ) 25yd run ? Q1 ( pat ) McCone Q2 ( TD ) 10yd run Gralish Q2 ( pat ) Hilliard Jr. Q2 ( TD ) 25yd run Dillon Q3 ( TD ) ? Q3 ( pat ) Dillon Q3 ( TD ) ? Q3 ( pat ) Fitzhugh Q4 ( TD ) 20yd run ? Q4 ( pat ) Marcatori Allenatori Chen Siyu |             |                                     |      |                 |
| |             |                                     |      |                 |
| Neboh Q1 (TD) 75yd kickoff return Davis Q1 (pat) Elliott Q1 (TD) 10yd run Davis Q1 (pat) Fitzhugh Q1 (TD) 25yd run ? Q1 (pat) McCone Q2 (TD) 10yd run Gralish Q2 (pat) Hilliard Jr. Q2 (TD) 25yd run Dillon Q3 (TD) ? Q3 (pat) Dillon Q3 (TD) ? Q3 (pat) Fitzhugh Q4 (TD) 20yd run ? Q4 (pat)                                                              | Marcatori   |                                     |      |                 |
| | Allenatori  | Chen Siyu                           |      |                 |

| Monterrey 5 giugno 2016, ore 18:00 UTC-6 Incontro 4 | Guatemala | 0 – 63 (0-27 0-14 0-14 0-14) referto | Messico | Estadio Tecnológico |
| Marcatori Benitez Q1 ( TD ) 65yd kickoff return Arias Q1 ( pat ) Gutiérrez Q1 ( TD ) 34yd pass from Charles ? Q1 ( pat ) Arias Q1 ( TD ) pass from Charles ? Q1 ( pat ) Noriega Q2 ( TD ) pass ? Q2 ( pat ) Fernández Q2 ( TD ) 1yd run? Q2 ( pat ) Zendejas Q3 ( TD ) 3yd run ? Q3 ( pat ) Marquez Q3 ( TD ) 35yd interception return Arias Q3 ( pat ) Zatarain Q4 ( TD ) 3yd run ? Q4 ( pat ) Retana Q4 ( TD ) 30yd pass from Chio Mendez ? Q4 ( pat ) |           | |         |                     |
| |           | |         |                     |
| | Marcatori | Benitez Q1 (TD) 65yd kickoff return Arias Q1 (pat) Gutiérrez Q1 (TD) 34yd pass from Charles ? Q1 (pat) Arias Q1 (TD) pass from Charles ? Q1 (pat) Noriega Q2 (TD) pass ? Q2 (pat) Fernández Q2 (TD) 1yd run? Q2 (pat) Zendejas Q3 (TD) 3yd run ? Q3 (pat) Marquez Q3 (TD) 35yd interception return Arias Q3 (pat) Zatarain Q4 (TD) 3yd run ? Q4 (pat) Retana Q4 (TD) 30yd pass from Chio Mendez ? Q4 (pat) |         |                     |

| Monterrey 6 giugno 2016, ore 18:00 UTC-6 Incontro 5 | Giappone  | 14 – 22 (7-7 0-6 0-0 7-9) referto                                                                | Stati Uniti | Estadio Tecnológico |
| Masamoto Q1 ( TD ) run Otsuka Q1 ( pat ) Nishimura 1':02" Q4 ( TD ) 12yd run Otsuka Q4 ( pat ) Marcatori Hill Q1 ( TD ) ? Q1 ( pat ) Dillon Q2 ( TD ) Davis 1':00" Q4 ( FG ) ? 0':00" Q4 ( TD ) interception return |           |                                                                                                  |             |                     |
| |           |                                                                                                  |             |                     |
| Masamoto Q1 (TD) run Otsuka Q1 (pat) Nishimura 1':02" Q4 (TD) 12yd run Otsuka Q4 (pat) | Marcatori | Hill Q1 (TD) ? Q1 (pat) Dillon Q2 (TD) Davis 1':00" Q4 (FG) ? 0':00" Q4 (TD) interception return |             |                     |

| Monterrey 7 giugno 2016, ore 14:00 UTC-6 Incontro 6   | Guatemala  | 0 – 3 (0-0 0-0 0-0 0-3) referto | Cina | Estadio Tecnológico |
| Marcatori Zhan 10':39" Q4 ( FG ) Allenatori Chen Siyu |            |                                 |      |                     |
|                                                       |            |                                 |      |                     |
|                                                       | Marcatori  | Zhan 10':39" Q4 (FG)            |      |                     |
|                                                       | Allenatori | Chen Siyu                       |      |                     |

| Monterrey 8 giugno 2016, ore 18:00 UTC-6 Incontro 7 | Messico   | 36 – 3 (14-0 0-3 7-0 15-0) referto | Giappone | Estadio Tecnológico (8500 spett.) |
| Mejía Chavez Q1 ( TD ) run Arias Q1 ( pat ) Mejía Chavez Q1 ( TD ) 53yd run ? Q1 ( pat ) Magellan Q3 ( TD ) 68yd pass from F. Mata ? Q3 ( pat ) Mejía Chavez Q4 ( TD ) 5yd run ? Q4 ( pat ) Villarreal Q4 ( TD ) 67yd run Arias Q4 ( tpc ) Marcatori Otsuka Q2 ( FG ) 38yd |           |                                    |          |                                   |
| |           |                                    |          |                                   |
| Mejía Chavez Q1 (TD) run Arias Q1 (pat) Mejía Chavez Q1 (TD) 53yd run ? Q1 (pat) Magellan Q3 (TD) 68yd pass from F. Mata ? Q3 (pat) Mejía Chavez Q4 (TD) 5yd run ? Q4 (pat) Villarreal Q4 (TD) 67yd run Arias Q4 (tpc)                                                     | Marcatori | Otsuka Q2 (FG) 38yd                |          |                                   |

| Monterrey 9 giugno 2016, ore 18:00 UTC-6 Incontro 8 | Stati Uniti | 61 – 0 (34-0 14-0 7-0 6-0) referto | Guatemala | Estadio Tecnológico |
| Worth Q1 ( TD ) 60yd pass Gralish Q1 ( pat ) Langford Q1 ( TD ) 12yd pass from Reginald ? Q1 ( pat ) Samuel Q1 ( TD ) 26yd interception return Fitzhugh Q1 ( TD ) 53yd punt return ? Q1 ( pat ) Robinson Q1 ( TD ) 40yd interception return Gralish Q1 ( pat ) Blank Q2 ( TD ) 33yd ? Q2 ( pat ) Allen Q2 ( TD ) fumble return ? Q2 ( pat ) Knost Q3 ( TD ) 88yd pass ? Q3 ( pat ) Rodríguez Q3 ( TD ) 1yd run Marcatori |             |                                    |           |                     |
| |             |                                    |           |                     |
| Worth Q1 (TD) 60yd pass Gralish Q1 (pat) Langford Q1 (TD) 12yd pass from Reginald ? Q1 (pat) Samuel Q1 (TD) 26yd interception return Fitzhugh Q1 (TD) 53yd punt return ? Q1 (pat) Robinson Q1 (TD) 40yd interception return Gralish Q1 (pat) Blank Q2 (TD) 33yd ? Q2 (pat) Allen Q2 (TD) fumble return ? Q2 (pat) Knost Q3 (TD) 88yd pass ? Q3 (pat) Rodríguez Q3 (TD) 1yd run                                           | Marcatori   |                                    |           |                     |

| Monterrey 10 giugno 2016, ore 18:00 UTC-6 Incontro 9 | Giappone   | 72 – 0 (35-0 16-0 13-0 8-0) referto | Cina | Estadio Tecnológico |
| T. Yamazaki Q1 ( TD ) 17yd pass ? Q1 ( pat ) Takaguchi Q1 ( TD ) run ? Q1 ( pat ) Inokuma Q1 ( TD ) 54yd punt return ? Q1 ( pat ) Nichimura Q1 ( TD ) 30yd pass from Takahashi ? Q1 ( pat ) Nichimura Q1 ( TD ) 36yd punt return ? Q1 ( pat ) S. Yamazaki Q2 ( TD ) ? Q2 ( pat ) Kaneshiro Q2 ( saf ) Furukawa Q2 ( TD ) pass from Nishiyama ? Q2 ( pat ) Furukawa Q3 ( TD ) 21yd run ? Q3 ( pat ) So Q3 ( TD ) ? Q3 ( pat ) Inokuma Q4 ( TD ) pass from Takahashi ? Q4 ( pat ) Marcatori Allenatori Chen Siyu |            |                                     |      |                     |
| |            |                                     |      |                     |
| T. Yamazaki Q1 (TD) 17yd pass ? Q1 (pat) Takaguchi Q1 (TD) run ? Q1 (pat) Inokuma Q1 (TD) 54yd punt return ? Q1 (pat) Nichimura Q1 (TD) 30yd pass from Takahashi ? Q1 (pat) Nichimura Q1 (TD) 36yd punt return ? Q1 (pat) S. Yamazaki Q2 (TD) ? Q2 (pat) Kaneshiro Q2 (saf) Furukawa Q2 (TD) pass from Nishiyama ? Q2 (pat) Furukawa Q3 (TD) 21yd run ? Q3 (pat) So Q3 (TD) ? Q3 (pat) Inokuma Q4 (TD) pass from Takahashi ? Q4 (pat)                                                                          | Marcatori  |                                     |      |                     |
| | Allenatori | Chen Siyu                           |      |                     |

| Monterrey 11 giugno 2016, ore 18:00 UTC-6 Incontro 10 | Messico   | 35 – 7 (7-7 14-0 14-0 0-0) referto      | Stati Uniti | Estadio Tecnológico |
| Gonzalez Solorzano Q1 ( TD ) 8yd run ? Q1 ( pat ) Magallanes Q2 ( TD ) 32yd pass from Haro ? Q2 ( pat ) Retana 2':15" Q2 ( TD ) 21yd pass from Mata Charles ? Q2 ( pat ) Mata Charles Q3 ( TD ) run ? Q2 ( pat ) Mejía Chavez Q3 ( TD ) 6yd run ? Q1 ( pat ) Marcatori Hilliard Jr. Q1 ( TD ) 9yd run ? Q1 ( pat ) |           |                                         |             |                     |
| |           |                                         |             |                     |
| Gonzalez Solorzano Q1 (TD) 8yd run ? Q1 (pat) Magallanes Q2 (TD) 32yd pass from Haro ? Q2 (pat) Retana 2':15" Q2 (TD) 21yd pass from Mata Charles ? Q2 (pat) Mata Charles Q3 (TD) run ? Q2 (pat) Mejía Chavez Q3 (TD) 6yd run ? Q1 (pat)                                                                           | Marcatori | Hilliard Jr. Q1 (TD) 9yd run ? Q1 (pat) |             |                     |

## Classifica
% = Percentuale di vittorie; G = Incontri giocati; V = Vittorie; S = Sconfitte; PF = Punti fatti; PS = Punti subiti; DP = Differenza punti.
| Squadra     | %     | G | V | S | PF  | PS  | DP   |
| ----------- | ----- | - | - | - | --- | --- | ---- |
| Messico     | 1.000 | 4 | 4 | 0 | 218 | 10  | +208 |
| Stati Uniti | .750  | 4 | 3 | 1 | 173 | 21  | +152 |
| Giappone    | .500  | 4 | 2 | 2 | 161 | 58  | +103 |
| Cina        | .250  | 4 | 1 | 3 | 3   | 201 | -198 |
| Guatemala   | .000  | 4 | 0 | 4 | 0   | 199 | -199 |

## Campione
| Campione del Mondo 2016 Messico (2º titolo) |